# Republiken Syrien
Republiken Syrien var en stat i nuvarande Syrien som bildades den 14 maj 1930 inom det franska NF-mandatområdet Syrien och Libanon ur Staten Syrien som då fick en ny konstitution. 1958 ingick Syrien i Förenade arabrepubliken.